# Paranormaliteit

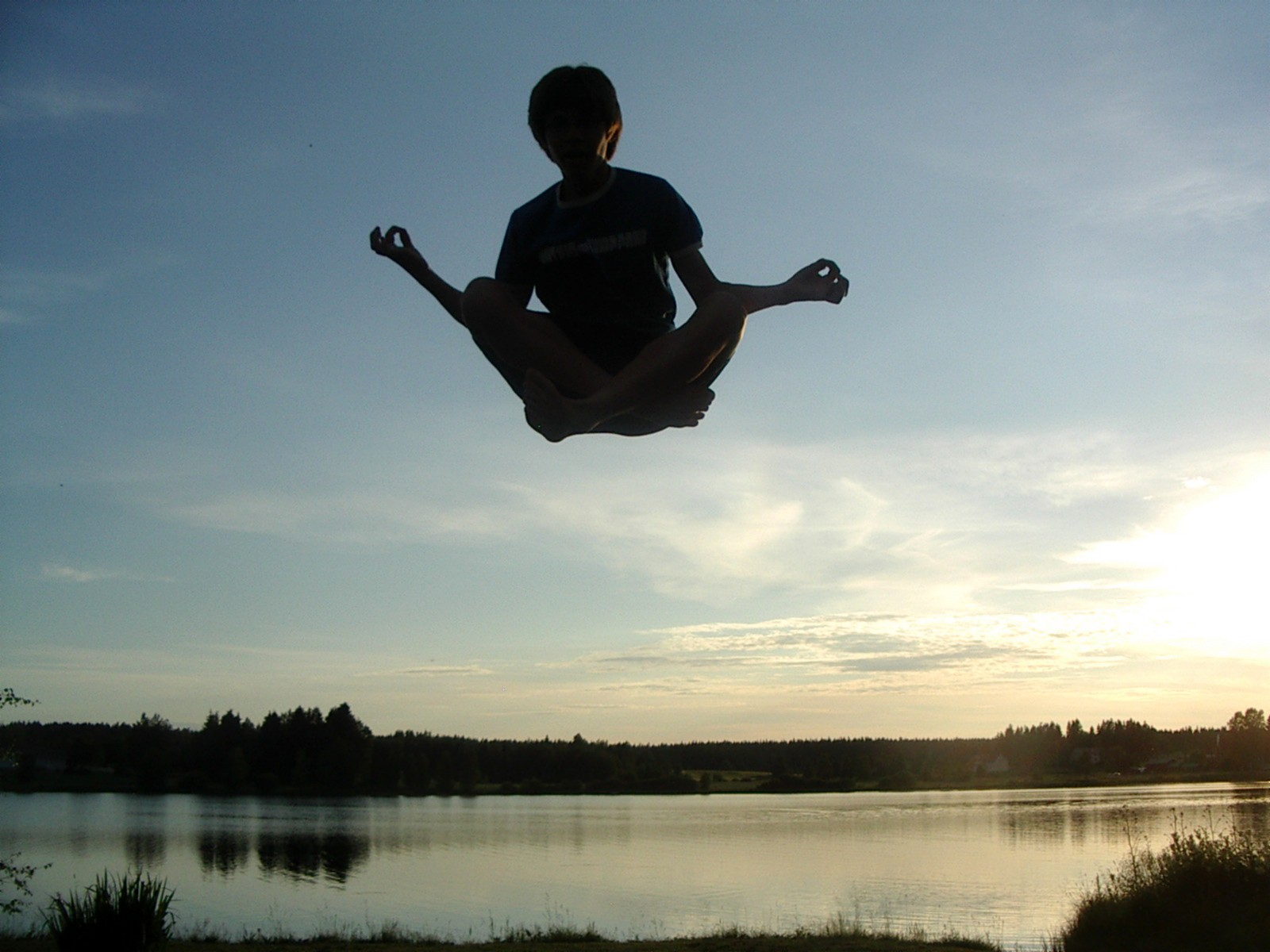
Levitatie? Foto genomen vanuit een perspectief waarin het lijkt dat de persoon zweeft.

Paranormaliteit betreft elk fenomeen dat in een of meer opzichten de grenzen overschrijdt van wat volgens de huidige wetenschappelijke aannames fysiek mogelijk wordt geacht. Men spreekt ook over een bovenzintuiglijk verschijnsel, om aan te geven dat het niet met de normale zintuigen waargenomen kan worden (het voorvoegsel para betekent 'naast' of 'voorbij'). Voorbeelden van paranormale fenomenen zijn telepathie, telekinese en spoken. Hoewel het soms als synoniem met bovennatuurlijk wordt gebruikt, maken parapsychologen een sterk onderscheid tussen beide: bovennatuurlijk of magisch gaat over niet-fysieke dingen, terwijl de parapsychologie juist streeft naar mogelijke wetenschappelijke verklaringen van anomalieën in de natuurlijke wereld. Veel wetenschappers blijven echter sceptisch staan tegenover dergelijke verschijnselen. 

## Mogelijke indeling
Hoewel het bestaan van paranormale vermogens niet bewezen is en betwist wordt, rapporteren veel mensen ervaringen die - als de echtheid hiervan kan worden aangetoond - onder het begrip paranormaal geclassificeerd moeten worden.
Een mogelijke indeling van deze gerapporteerde vermogens en verschijnselen is:
- Uitbreiding van de bekende zintuiglijke waarneming met een tijdscomponent (zoals zien in de toekomst of het zien van aura's) of naar overledenen (zoals stemmen horen van overledenen of het zien van geesten en spoken) of niet gerelateerd aan de bekende logica (zoals 'voorvoelen' dat iemand een ongeluk krijgt).
- Uitbreiding van waarneming buiten de bekende zintuigen, zoals het waarnemen van gedachten (gedachtelezen of telepathie).
- Uitbreiding van vermogens tot handelen voorbij de kennis van het wetenschappelijke, zoals genezen door handoplegging, telekinese, teleportatie, levitatie, mediëren tussen overledenen en levenden (mediums beweren dat de overledene door hun mond spreekt).
- Het hebben van (voor)kennis zoals voorspellende dromen, wordt door sommigen aangemerkt als paranormale gave. Reïncarnatie wordt soms ook aangewezen als oorzaak van voorkennis.
- De beïnvloeding van de uitkomst van Random Event Generators, door persoonlijke intentie of door een al dan niet vermeend collectief bewustzijn. (Margins of Reality, R. G.Kahn 1987, D. Bierman, European Journal of Parapsychology 1985)

Sommigen beschouwen het voorspellen van de toekomst of het interpreteren van tekens (zoals bij tarot, astrologie, koffiedikkijken, ...) ruimer dan het louter bestaan van toevallige gebeurtenissen.

## Voorbeelden van buitenzintuiglijke waarneming
Pathologie
Sommige gevallen van vermeende buitenzintuiglijke waarneming worden in de medische wereld opgevat als hallucinaties, en maken in deze diagnose deel uit van bekende psychiatrische ziektebeelden zoals ontwenningsverschijnselen of als onderdeel van psychotische stoornissen zoals schizofrenie. Bepaalde vormen van drugs, zoals LSD, kunnen ook deze verschijnselen veroorzaken. 
Helderzien
Helderziendheid is een van de frequentst gerapporteerde gaven, met mogelijke kenmerken:
- Het zien van gebeurtenissen die nog moeten plaatsvinden of hebben plaatsgevonden;
- Het zien van geesten of andere verschijningsvormen, zoals aura's;
- Sommige helderzienden beweren door muren e.d. te kunnen kijken, doch dit wordt slechts zelden gerapporteerd.

De helderziende heeft soms een hulpmiddel nodig, bijvoorbeeld een foto of een kristallen bol of een ander voorwerp, ook wel conductoren genoemd. Hoe de helderziende de beelden ervaart is verschillend. De een zegt het als een film in zijn hoofd te zien, de ander als een dia-serie. Weer andere paragnosten beweren het als gevoel te ervaren, nog anderen door middel van visualisatie.
Vaak vermelden zij het verleden als zwart-witbeeld te zien, het heden in heldere tinten en de toekomst in vage kleuren.
Empathie
Het begrip empathie slaat op het kunnen aanvoelen van gevoelens, emoties, stemmingen en pijnen, maar ook vreugde en verdriet van een ander of een dier.
Empathische vermogens schijnen sterker te zijn als de persoon of het dier zich vlakbij bevindt of als het een bekende of familielid betreft, zoals bij twee- of meerlingen wordt beweerd. Maar de persoon of het dier waar men de gevoelens van waarneemt, hoeft niet per se in de buurt te zijn.
Empathie kan leiden tot het verwerven van inzichten over iemands verleden aan de hand van diens persoonlijkheid, die tot stand zijn gekomen door zijn of haar levenservaringen.
Frequent wordt ook nog gemeld dat door verwarring tussen eigen gevoelens en de ontvangen gevoelens van een ander – die soms sterker of heftiger kunnen zijn dan de eigen gevoelens – de eigen gevoelens verdrukt kunnen worden. Denk hierbij aan emotioneel heel erg aangedane mensen. Hierdoor zouden personen die onervaren zijn met hun gave daar problemen van kunnen ondervinden. Een redelijk ontwikkeld empathisch vermogen is overigens volkomen natuurlijk bij normale mensen. Een gebrek daaraan wijst meestal op een psychische afwijking.
Heldervoelen
Heldervoelen lijkt op empathie, maar houdt eerder een schijnbare gevoeligheid in voor de niet-levende natuur en het aanvoelen van sferen en stemmingen, niet van een persoon zelf, maar de eromheen hangende sfeer van bijvoorbeeld een groep mensen of de sfeer tussen groepen mensen. Het kan leiden tot het aanvoelen van 'iets', een ophanden staande gebeurtenis, een voorgevoel daarvan – bijna lijkende op helderzien, maar dan daar weer een voorgevoel van.
Helderhoren
Onder dit begrip vallen alle paranormale waarnemingen op auditief vlak:
- Het horen van boodschappen van onzichtbare entiteiten (bv. geesten);
- Het horen van gesprekken waarbij men niet aanwezig is geweest. Dit kunnen ook klanken of andere geluiden zijn. De geluiden werden dus ook niet geregistreerd door de oren;
- Paragnosten rapporteren bijvoorbeeld het "horen" (zonder geluid in de oren) van diverse geluiden van degene waarmee hij werkt. De eigen emotionele verwerking en levenservaring van de paragnost bepalen hoe hij deze geluiden interpreteert.

Aangezien geluiden meestal iets oproepen, zoals herinneringen, gevoelens, e.d. worden dergelijke waarnemingen meestal hierdoor gekleurd. Paragnosten klasseren helderhoren daarom soms deels als telepathie.
Helderruiken
De meeste rapportages omtrent helderruiken hebben betrekking op voorbije gebeurtenissen. Meestal wordt ook de associatie vermeld die de geuren oproepen, zoals emoties of gebeurtenissen. Bijvoorbeeld rozengeur wordt geassocieerd met een liefdesrelatie, een anjer met een overlijden. De geurervaring wordt net als bij helderziendheid niet noodzakelijk via het zintuigorgaan waargenomen.
Helderproeven
Het meer proeven dan met het smaakzintuig mogelijk is, wordt minder frequent gemeld dan paranormale gewaarwording.
Helderweten
Naast het zintuiglijk waarnemen, wordt ook het "helder weten" frequent gerapporteerd. Hierbij beschikt de persoon over kennis, schijnbaar zonder deze langs een natuurlijke weg verworven te hebben. Verschillende vormen van helderweten worden gemeld:
- Het plots hebben van kennis over feiten, gebeurtenissen of personen - vaak gerelateerd aan toekomstige feiten - waardoor het aanleunt tegen toekomst voorspellen.
- Het hebben van kennis over een persoon zonder voorkennis (dus zonder dat men hierover iets te weten kon komen). Bv. het weten van gebeurtenissen, daden of ziekten uit het verleden.
- Het 'weten' wordt vaak vermeld samen met het ervaren van de zintuiglijke waarnemingen, zodat het een totaalbeeld aan kennis met zich meebrengt. Zoals het zien van beelden, horen van geluiden, beleven van gevoelens en geuren.
- Melding wordt ook vaak gedaan van kennis die doorgegeven zou worden via een helpende gids of entiteit.
- Het hebben van kennis die vergaard zou zijn in een eerder leven.
- Weten waar iemand zich bevindt als hij niet in de buurt is.

In de psychologie zijn gelijkaardige ervaringen beschreven met regressietherapie, waarbij cliënten melding maakten van kennis uit een vorig leven.
Andere benamingen voor bovengenoemde gaven zijn: alziend(-heid), alvoelend(-heid), alhorend(-heid), alruikend(-heid), alproevend(-heid) en alwetend(-heid).

## Onderzoek
De parapsychologie is een controversiële discipline die paranormale fenomenen en vermogens onderzoekt. Een bekende bioloog-filosoof die onderzoek doet naar paranormale verschijnselen is Rupert Sheldrake.

## Paranormaliteit als cultuurverschijnsel
In sommige culturen is het ervaren van schijnbaar paranormale gaven en verschijnselen deel van het gebruikelijke leven. Primitieve stammen kennen hun sjamaan of medicijnman, die naast een voorloper van de huidige geneeskunde vaak het lot probeert te bezweren met handelingen of geclaimde paranormale kennis. Ook in bepaalde geestelijke stromingen - zoals in de tantra en yoga - worden paranormale vermogens niet beschouwd als buitengewoon of bovennatuurlijk, maar als onderdeel van de werkelijkheid.
In de wetenschap daarentegen (waaronder de neurologie, de psychofysica en de psychologie vallen) heerst er redelijke consensus over het niet bestaan van paranormale fenomenen of gaven. Sommige wetenschapsmensen onderzoeken of er mensen zijn met buitennatuurlijke gaven of zintuigen, maar tot op heden zonder overtuigend resultaat. In Amerika beheerde oud-illusionist James Randi tot aan zijn pensioen in 2015 een fonds waarmee de eerste persoon wiens vermeende gaven een wetenschappelijke test zouden doorstaan, één miljoen dollar kon verdienen. Toch ziet men in westerse culturen een tendens van groepen mensen die het paranormale trachten aan te hangen in de vorm van bijvoorbeeld new age als zingeving in een harde individualistische samenleving. Westerse films maken dan ook maar al te graag gebruik van paranormale verschijnselen als centraal thema.
Iemand die beweert vaak paranormale waarnemingen te doen, wordt een medium of paragnost genoemd. Omdat er voor het bestaan van paranormale waarneming geen wetenschappelijk bewijs bestaat, is het niet mogelijk de betrouwbaarheid van een medium of paragnost vast te stellen. Mensen die zich tot mediums of paragnosten wenden voor advies doen dit doorgaans in goed vertrouwen, vaak als aanvulling op of als alternatief voor medisch of psychologisch advies. Paranormale dienstverlening is controversieel omdat hier, anders dan in medische disciplines, geen wettelijke richtlijnen van toepassing zijn, terwijl soms wel een medische indicatie wordt gegeven.

## Cognitie en geloof in paranormale verschijnselen
Volgens sommige onderzoekers komt geloof in paranormale verschijnselen en ufo's vaak voor bij mensen met depressie, dissociatie en ADHD. Deze cognitief beperkende invloeden hebben volgens hen een uitwerking op de manier waarop deze mensen waarnemings- en interpretatiefouten maken wanneer ze geconfronteerd worden met werkelijk bestaande fenomenen. Ook is in de psychologie bekend dat bij langdurige eentonigheid of slaapgebrek of stress er bij gezonde mensen hallucinaties kunnen optreden, die soms ook paranormaal lijken.